# Vlădești, Galați
Vlădești là một xã thuộc hạt Galați, România. Dân số thời điểm năm 2002 là 2253 người.